# Michael Lori
Michael Lori oder Lory (* 28. September 1728 in München; † 21. Mai 1808 in Salzburg) war ein deutscher Benediktiner, Theologe, Mathematiker und Hochschullehrer.

## Leben
Lori trat nach dem Gymnasialabschluss 1745 am Jesuitengymnasium München (heute: Wilhelmsgymnasium München) in das Kloster Tegernsee ein und legte am 2. Oktober 1746 die Ordensgelübde ab. Er erhielt seine Ausbildung im Kloster Tegernsee sowie an der Universität Salzburg. Er schloss es mit der Promotion zum Doktor der Theologie ab. 1752 erfolgte seine Priesterweihe. Danach wurde er  Professor für verschiedene Fächer am Salzburger Gymnasium.
Lori wurde 1759 Mitglied der Churfürstlich bayerischen Akademie der Wissenschaften in München. Im selben Jahr kam er als Professor an die Salzburger Universität. Dort lehrte er von 1759 bis 1761 theoretische Philosophie, 1762 übernahm er die Professur der Mathematik und 1764 zudem die der Moralphilosophie. Im Jahr 1766 wechselte er an die Theologische Fakultät. An dieser lehrte er zunächst die Moral, später die Dogmatik und zuletzt Schriftkunde. 1767 und 1768 war er Dekan der Theologischen Fakultät. Außerdem wurde er salzburgischer Geistlicher Rat. 1778 erhielt er außerdem die Stelle als Prokanzler und Vizerektor der Universität. An der Hochschule wirkte er bis 1789.
Lori ging 1789 zurück in das Kloster Tegernsee. Als dieses 1803 aufgelöst wurde, wechselte er an das Stift Sankt Peter, an dem er bis zu seinem Lebensende verblieb.

## Werke (Auswahl)
- Rechenkunst sowohl mit Ziffern, als Buchstaben: samt einem Anhang, wie die lateinischen arithmetischen Wörter deutsch zu geben, Mayr, Salzburg.
- Specimen mathematicum , Mayr, Salzburg 1762.
- Gnomonik: worinn eine besondere, die allerleichteste, geschwindeste, und sicherste Methode alle Gattungen der Sonnenuhren, Mayr, Salzburg 1781.
- Sphärische Trigonometrie, Klett, Augsburg 1783.
- Dogmatico-Theoreticae Universae Institutiones, 4 Bände, Guinbert, Köln 1784–1786.
- Überlegungen über die Gewalt der Kirche, Wolff, Augsburg 1792.